# Barypristus rupicola
Barypristus rupicola är en skalbaggsart som först beskrevs av Blackburn 1878.  Barypristus rupicola ingår i släktet Barypristus och familjen jordlöpare. Inga underarter finns listade i Catalogue of Life.